# Armiche
Armiche fue el último monarca aborigen bimbache de la isla de El Hierro tras la conquista de esta isla por parte de los castellanos en el siglo xv.
Se trata de un personaje del que poco se conoce, al igual que sucede con otros jefes aborígenes de esta isla. En la época de la conquista de El Hierro a fines de 1405, la isla estaba gobernada en un solo territorio por Armiche. La población de la isla se encontraba ya diezmada por las incursiones europeas en la captura de esclavos.
Armiche presentó una fuerte resistencia a la conquista, pero fue capturado y esclavizado por los conquistadores.